# Tower of Terror (Dreamworld)
De Tower of Terror II (eerder bekend als Tower of Terror) is een voormalige shuttle-achtbaan in het Australische attractiepark Dreamworld nabij Gold Coast.

## Algemene informatie
De Tower of Terror opende in 1997 en werd gebouwd door Intamin AG. De lancering maakt gebruik van lineair synchrone motoren die de achtbaantrein in 7 seconden versnellen tot 160,9 km/u (100 mph). De achtbaantrein bestaat uit 1 wagon met daarin 1 rij van 3 personen en 3 rijen van 4 personen.

## Record
De Tower of Terror was de eerste achtbaan die een snelheid van 100 mijl per uur bereikte en was daarom tot de opening van Superman: The Escape in Six Flags Magic Mountain de snelste achtbaan ter wereld. Na de opening van Superman: The Escape werd het record gedeeld aangezien beide achtbanen een gelijke topsnelheid hebben op papier. Met de opening van Dodonpa in december 2001 werd het record verbroken.